# Atletica leggera ai Giochi della XX Olimpiade - Lancio del disco femminile

Video della Finale (il lancio da record di Faina Melnik)

Il lancio del disco ha fatto parte del programma femminile di atletica leggera ai Giochi della XX Olimpiade. La competizione si è svolta nei giorni 9 e 10 settembre 1972 allo Stadio olimpico di Monaco.

## Presenze ed assenze delle campionesse in carica
| Competizione      | Atleta           | Prestazione | Monaco 1972 |
| ----------------- | ---------------- | ----------- | ----------- |
| Olimpiadi 1968    | Lia Manoliu      | 58,28 m     | Presente    |
| Commonwealth 1970 | Rosemary Payne   | 54,46 m     | Presente    |
| Asiatici 1970     | Teruko Yagishita | 47,70 m     | Assente     |
| Panamericani 1971 | Carmen Romero    | 57,20 m     | [ E 2 ]     |
| Europei 1971      | Faïna Mel'nyk    | 64,22 m     | Presente    |

1. ↑  Sotto la bandiera della Gran Bretagna.
2. ↑  La nazione caraibica porta a Monaco solo le componenti della staffetta 4x100 m.
3. ↑  Durante la stagione l'atleta sovietica stabilisce il nuovo record del mondo con 66,76 m.

## Risultati

### Turno eliminatorio
Qualificazione55,00 m
Esattamente 12 atlete ottengono la misura richiesta.
La miglior prestazione appartiene a Argentina Menis (Romania) che con 61,58 stabilisce il nuovo record olimpico.
| Pos. | Atleta               | Nazione          | Prove  | Prove | Prove | Misura | Note |
| Pos. | Atleta               | Nazione          | 1ª     | 2ª    | 3ª    | Misura | Note |
| ---- | -------------------- | ---------------- | ------ | ----- | ----- | ------ | ---- |
| 1    | Argentina Menis      | Romania          | 61,58  | -     | -     | 61,58  | Q    |
| 2    | Faïna Mel'nyk        | Unione Sovietica | 53,00  | 61,26 | -     | 61,26  | Q    |
| 3    | Tamara Danilova      | Unione Sovietica | 60,34  | -     | -     | 60,34  | Q    |
| 4    | Gabriele Hinzmann    | Germania Est     | 59,80  | -     | -     | 59,80  | Q    |
| 5    | Liesel Westermann    | Germania Ovest   | 58,26  | -     | -     | 58,26  | Q    |
| 6    | Carmen Ionesco       | Romania          | n      | 57,82 | -     | 57,82  | Q    |
| 7    | Brigitte Berendonk   | Germania Ovest   | 54,74, | 56,90 | -     | 56,90  | Q    |
| 8    | Svetla Božkova       | Bulgaria         | 54,52  | 56,42 | -     | 56,42  | Q    |
| 9    | Lia Manoliu          | Romania          | 55,88  | -     | -     | 55,88  | Q    |
| 10   | Rosemary Payne       | Gran Bretagna    | n      | 53,56 | 55,56 | 55,56  | Q    |
| 11   | Vasilka Stoeva       | Bulgaria         | n      | 55,26 | -     | 55,26  | Q    |
| 12   | Ljudmila Murav'ëva   | Unione Sovietica | 55,24  | -     | -     | 55,24  | Q    |
| 13   | Josephine de la Viña | Filippine        | 51,08  | n     | 53,92 | 53,92  |      |
| 14   | Radostina Vasekova   | Bulgaria         | n      | n     | 53,86 | 53,86  |      |
| 15   | Krystyna Nadolna     | Polonia          | n      | 47,42 | 52,52 | 52,52  |      |
| 16   | Olga Fikotová        | Stati Uniti      | 51,58  | n     | 50,76 | 51,58  |      |
| 17   | Maggy Wauters        | Belgio           | 49,62  | n     | n     | 49,62  |      |

### Finale
La sovietica Faïna Mel'nyk giunge a Monaco da grande favorita. La sua gara va in crescendo. Batte subito il record olimpico della Menis e al quarto tentativo si assicura l'oro con un lancio ben oltre i 66 metri. La Menis, che è medaglia d'argento, è staccata di oltre 1 metro e mezzo. La campionessa uscente Lia Manoliu non va oltre i 58,50 al secondo lancio. Finisce al nono posto.
| Pos.    | Atleta             | Età | Nazione          | Prove | Prove | Prove | Prove                       | Prove                       | Prove                       | Misura | Note            |
| Pos.    | Atleta             | Età | Nazione          | 1ª    | 2ª    | 3ª    | 4ª                          | 5ª                          | 6ª                          | Misura | Note            |
| ------- | ------------------ | --- | ---------------- | ----- | ----- | ----- | --------------------------- | --------------------------- | --------------------------- | ------ | --------------- |
| Oro     | Faïna Mel'nyk      | 27  | Unione Sovietica | 60,56 | 61,32 | 57,96 | 66,62                       | 62,76                       | -                           | 66,62  | Record mondiale |
| Argento | Argentina Menis    | 24  | Romania          | 64,28 | 59,82 | 60,88 | 65,06                       | 63,78                       | 64,90                       | 65,06  |                 |
| Bronzo  | Vasilka Stoeva     | 32  | Bulgaria         | 61,08 | -     | 64,20 | 62,24                       | 64,34                       | 62,10                       | 64,34  |                 |
| 4       | Tamara Danilova    | 33  | Unione Sovietica | 62,64 | 58,14 | 62,86 | 61,14                       | n                           | –                           | 62,86  |                 |
| 5       | Liesel Westermann  | 27  | Germania Ovest   | n     | 57,04 | 62,18 | 61,66                       | n                           | –                           | 62,18  |                 |
| 6       | Gabriele Hinzmann  | 25  | Germania Est     | 57,52 | 59,14 | 60,12 | 61,08                       | 61,72                       | 60,22                       | 61,72  |                 |
| 7       | Carmen Ionesco     | 21  | Romania          | 58,80 | 58,76 | 57,06 | 59,08                       | n                           | 60,42                       | 60,42  |                 |
| 8       | Ljudmila Murav'ëva | 31  | Unione Sovietica | 57,78 | 57,92 | 59,00 | n                           | 58,86                       | 57,20                       | 59,00  |                 |
| 9       | Lia Manoliu        | 40  | Romania          | 58,18 | 58,50 | n     | Non ammesse ai lanci finali | Non ammesse ai lanci finali | Non ammesse ai lanci finali | 58,50  |                 |
| 10      | Svetla Božkova     | 21  | Bulgaria         | 56,50 | 56,72 | n     | Non ammesse ai lanci finali | Non ammesse ai lanci finali | Non ammesse ai lanci finali | 56,72  |                 |
| 11      | Brigitte Berendonk | 30  | Germania Ovest   | 55,60 | n     | 56,58 | Non ammesse ai lanci finali | Non ammesse ai lanci finali | Non ammesse ai lanci finali | 56,58  |                 |
| 12      | Rosemary Payne     | 39  | Gran Bretagna    | 56,50 | n     | 52,26 | Non ammesse ai lanci finali | Non ammesse ai lanci finali | Non ammesse ai lanci finali | 56,50  |                 |